# AKB48 旅少女
『AKB48 旅少女』（エーケービーフォーティエイト たびしょうじょ）は、2015年4月5日から同年6月28日まで毎週日曜0時55分 - 1時25分（土曜深夜）に日本テレビで放送されていたバラエティ番組である。

## 概要
AKB48グループのメンバーが、普段から仲の良い数人で旅に出て本音トークをする。
放送終了後、本編放送分とともに未放送分を含む『AKB48のただ今、移動中!』が、Huluで配信される。

## 出演者
- AKB48グループ（AKB48・SKE48・NMB48・HKT48）メンバー

## 放送日程
下表は、日本テレビ番組公式サイトのバックナンバーに基づく。
| 回 | 放送日時      | 出演メンバー                                                        | タイトル                                | 備考 |
| -- | ------------- | ------------------------------------------------------------------- | --------------------------------------- | ---- |
| 1  | 2015年 4月5日 | 川栄李奈、木﨑ゆりあ、西野未姫                                      | おバカ3人 路線バスの旅                  |      |
| 2  | 4月12日       | 後藤萌咲、下口ひなな、田中美久、矢吹奈子                            | 全員中2のちょっと背伸びの旅             |      |
| 3  | 4月19日       | 込山榛香、柴田阿弥、達家真姫宝                                      | 腹黒と呼ばれるアイドルだらけの旅        |      |
| 4  | 4月26日       | 小笠原茉由、中西智代梨、峯岸みなみ                                  | バラエティー班の美しくなる旅            |      |
| 5  | 5月10日       | 大場美奈、島田晴香、竹内美宥、山内鈴蘭                              | 絆が強過ぎるAKB48 9期生の旅             |      |
| 6  | 5月17日       | 大場美奈、島崎遥香、島田晴香 竹内美宥、山内鈴蘭                     | 絆が強過ぎるAKB48 9期生の旅 二日目      |      |
| 7  | 5月24日       | 大家志津香、北原里英、高城亜樹                                      | NGT48に移籍した北原と新潟をドライブの旅 |      |
| 8  | 5月31日       | 東由樹、梅本泉、高柳明音、須田亜香里                                | カメラが好きすぎるメンバーだらけの旅    |      |
| 9  | 6月7日        | 太田奈緒、岡部麟、佐藤栞、渡辺美優紀                                | 超緊張!ほぼ初対面で海釣りの旅           |      |
| 10 | 6月14日       | 岡田奈々、北川綾巴、小嶋真子、渋谷凪咲 田島芽瑠、朝長美桜、西野未姫 | てんとうむChu!が日光へ                  |      |
| 11 | 6月21日       | 市川美織、向井地美音、村山彩希                                      | 元子役のメンバーだらけで登山旅行        |      |
| 12 | 6月28日       | 柏木由紀、渡辺麻友                                                  | 軽井沢へ3期生同士の2人旅                |      |

### 放送休止
- 2015年5月3日 - 「アジアラグビーチャンピオンシップ2015 日本代表×香港代表」放送のため。

## スタッフ
- 企画プロデュース：秋元康
- 構成：三田卓人、美濃部達宏、大井洋一、石田ケント
- 美術協力：日テレアート
- 協力：AKS
- 企画協力：窪田康志、佐野裕一
- 「旅少女」製作委員会：篠田大暢、松瀬真一郎、佐野絵梨
- AP：吉澤枝里子、花塚増央
- ディレクター：師岡靖成、守屋茂員、坂上祐生、吉田晃浩、石坂啓人
- 演出：藤井良記
- コンテンツプロデューサー：毛利忍（2015年6月7日からはコンテンツプロデューサー、以前は演出・プロデュース）
- プロデューサー：井原亮子、森栄一郎
- 統括プロデューサー：中村博行（2015年6月7日 - ）
- チーフプロデューサー：糸井聖一（2015年6月7日 - ）
- 制作協力：オンリー・ワン
- 企画制作：日本テレビ
- 製作著作：「旅少女」製作委員会（D.N.ドリームパートナーズ、VAP）

### 過去のスタッフ
- 統括プロデューサー：伊東修（2015年5月30日まで）
- チーフプロデューサー：安岡喜郎（2015年5月30日まで）

## ネット局
| 放送対象地域 | 放送局              | 系列                  | 放送期間               | 放送日時                                            | 備考              |
| ------------ | ------------------- | --------------------- | ---------------------- | --------------------------------------------------- | ----------------- |
| 関東広域圏   | 日本テレビ（NTV）   | 日本テレビ系列        | 2015年4月5日 - 6月28日 | 日曜日 0:55 - 1:25 （土曜日 24:55 - 25:25）         | 制作局            |
| 宮城県       | ミヤギテレビ（MMT） | 日本テレビ系列        | 2015年5月5日 - 7月14日 | 火曜日 0:59 - 1:29 （月曜日 24:59 - 25:29）         |                   |
| 山梨県       | 山梨放送（YBS）     | 日本テレビ系列        | 2015年5月27日 - 7月2日 | 水・木曜日 1:26 - 1:56 （火・水曜日 25:26 - 25:56） |                   |
| 日本全国     | 日テレプラス        | 日本テレビ系列 CS放送 | 2015年6月7日           | 日曜日 13:30 - 18:00                                | 第1 - 9回集中放送 |
| 日本全国     | 日テレプラス        | 日本テレビ系列 CS放送 | 2015年7月6日 - 8月17日 | 月曜日 22:00 - 23:00                                | 2回ずつ放送       |